# 83-as főút
83-as főút (ungarisch für ‚Hauptstraße 83‘) ist eine ungarische Hauptstraße. Sie zweigt in Városlőd (deutsch: Waschludt) von der 8-as főút (Europastraße 66) ab und führt an Pápa (deutsch: Poppa) vorbei, nunmehr in nördlicher bis nordnordöstlicher Richtung über Tét (deutsch: Tietzing) nach Győr (deutsch: Raab), wo sie nahe der 1-es főút endet. Südlich von Győr quert sie die Autobahn Autópálya M1.
Die Gesamtlänge der Straße beträgt rund 76 Kilometer.